# Генрі Гюнтер
Генрі Ніколас Джон Гюнтер (англ. Henry Nicholas John Gunther; 6 червня 1895, Балтимор, Меріленд, США — 11 листопада 1918, Шомон-деван-Дамвілле, Мез, Франція) — військовослужбовець Армії США. Вважається останнім солдатом, що загинув під час Першої світової війни.

## Ранні роки
Генрі Гюнтер народився 6 червня 1895 року в німецько-американській родині в місті Балтимор штату Меріленд. Його батьки, Джордж Гюнтер (1869—1919) та Ліна Рот (1866—1938), були нащадками німецьких іммігрантів. Дитинство Генрі пройшло в балтиморському нейборгуді Гайлендтаун, де проживало багато німецьких іммігрантів. Родина Гюнтерів належала до римо-католицької парафії Найсвятішого Серця Ісуса. Згодом Генрі Гюнтер працював бухгалтером та клерком у Національному банку Балтимора. 1915 року Генрі долучився до церковного братства Лицарів Колумба.

## Військова служба
Оскільки Генрі Гюнтер мав німецьке походження, його не зарахували до лав Армії США одразу після того, як у квітні 1917 року країна вступила в Першу світову війну проти Німеччини на боці Антанти. У вересні 1917 року Гюнтер був зарахований до 313-го піхотного полку 157-ї бригади 79-ї піхотної дивізії. Гюнтер мав військове звання сержанта й відповідав за одяг у своєму підрозділі. До Франції він прибув у липні 1918 року в складі Американських експедиційних сил. Пізніше його понизили в званні із сержанта до рядового, оскільки в листі другові, вилученому американською військовою цензурою, він скаржився на «жахливі умови» на фронті й радив йому уникнути мобілізації.
Підрозділ Гюнтера, компанія «А», прибув на лінію фронту 12 вересня 1918 року. Як і решта підрозділів, залучених до Мез-Аргоннської операції на Західному фронті, вранці 11 листопада 1918 року 313-й піхотний полк продовжував вести бойові дії. Комп'єнське перемир'я, підписане з Німеччиною того дня о 5 ранку, передбачало повне припинення вогню з 11:00. Загін, у складі якого був Гюнтер, підійшов близько до німецького блокпоста поблизу села Шомон-деван-Дамвілле в департаменті Мез у Лотарингії, на якому були два кулемети. Попри накази свого близького товариша, сержанта Ернеста Павелла, Гюнтер підвівся й пішов до німців, розмахуючи багнетом. Німецькі солдати, що знали про перемир'я, яке мало вступити в силу за хвилину, намагалися відігнати Гюнтера, однак він рухався далі й зробив «постріл-два». Коли він підійшов ближче, о 10:59, за хвилину до настання перемир'я, його розстріляли короткою кулеметною чергою. Письменник Джеймс Кейн, репортер газети «The Sun», згодом поспілкувався з побратимами Гюнтера й написав, що «Гюнтер багато думав про своє нещодавнє пониження у званні й був одержимий якнайкраще показатися перед своїми офіцерами й товаришами».
Наступного дня командувач Американських експедиційних сил генерал Джон Першинг згадував Гюнтера як останнього американця, що загинув у війні. Згодом Гюнтера посмертно підвищили у званні до сержанта й нагородили Хрестом «За видатні заслуги».
1923 року рештки Гюнтера після ексгумації на військовому кладовищі у Франції перевезли до США та перепоховали на кладовищі Most Holy Redeemer Cemetery в Балтиморі.

## Пам'ять

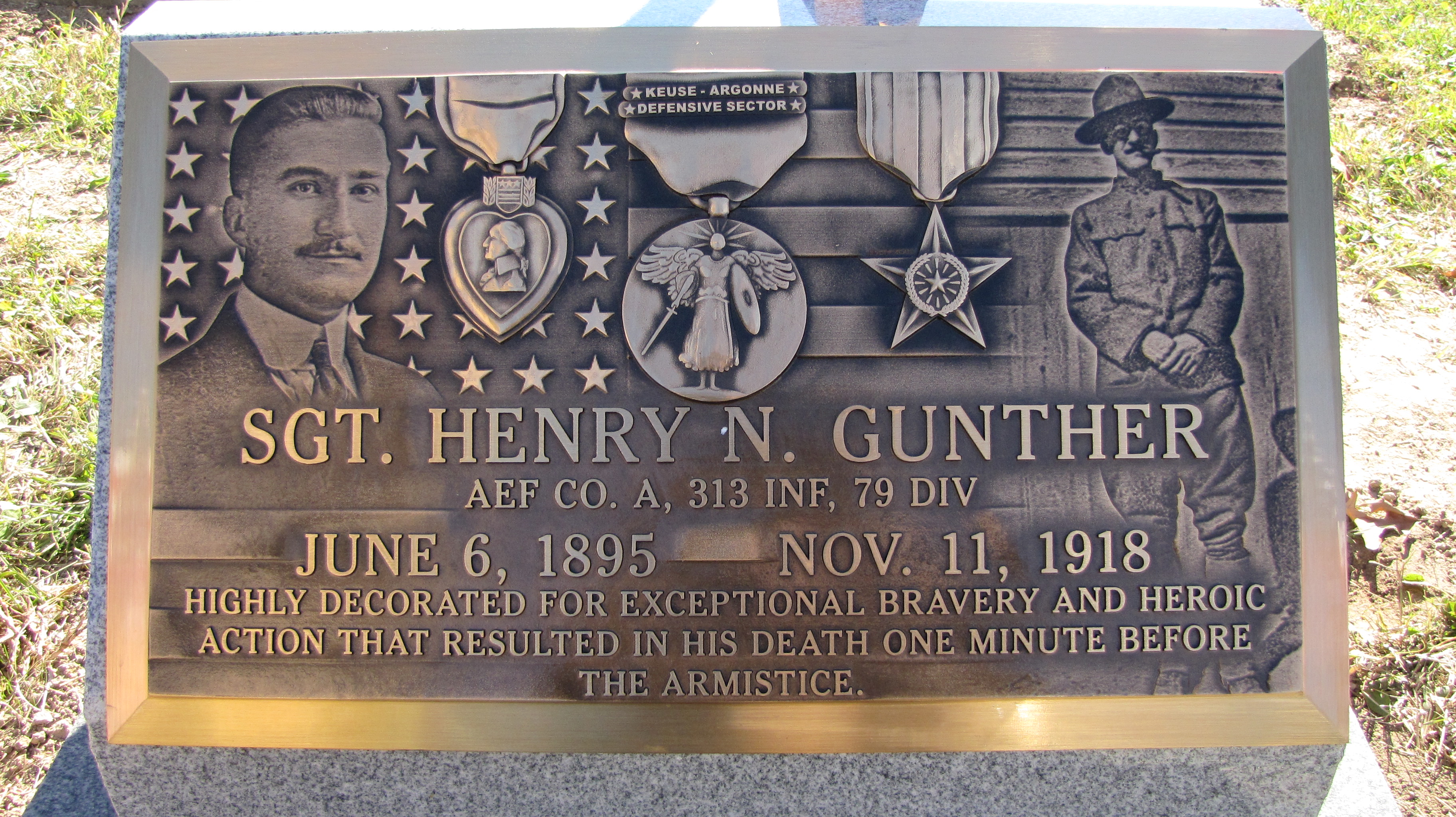
Пам'ятна дошка Генрі Гюнтеру на кладовищі Most Holy Redeemer у Балтиморі, відкрита 11 листопада 2008 року

З нагоди Дня ветеранів 11 листопада 2008 року в Шомон-деван-Дамвілле відкрили меморіальну дошку Гюнтеру неподалік від місця, де він загинув. За два роки, 11 листопада 2010 року, меморіальну дошку відкрили й на кладовищі в Балтиморі, де похований Гюнтер.